# NGC 1936
NGC 1936 is een emissienevel in de Grote Magelhaense Wolk in het sterrenbeeld Goudvis. Het hemelobject werd op 23 november 1834 ontdekt door de Britse astronoom John Herschel.

## Synoniemen
- IC 2127
- ESO 56-EN111